# العلاقات البوروندية الميكرونيسية
العلاقات البوروندية الميكرونيسية هي العلاقات الثنائية التي تجمع بين بوروندي وولايات ميكرونيسيا المتحدة.

## مقارنة بين البلدين
هذه مقارنة عامة ومرجعية للدولتين:
| وجه المقارنة                                              | بوروندي                                    | ولايات ميكرونيسيا المتحدة |
| --------------------------------------------------------- | ------------------------------------------ | ------------------------- |
| المساحة (كم2)                                             | 27.83 ألف                                  | 702                       |
| عدد السكان (نسمة)                                         | 10.86 مليون                                | 105.54 ألف                |
| الكثافة السكانية (ن./كم²)                                 | 390.23                                     | 15.03 ألف                 |
| العاصمة                                                   | بوجومبورا، جيتيغا                          | باليكير                   |
| اللغة الرسمية                                             | اللغة الكيروندية، لغة فرنسية، لغة إنجليزية | لغة إنجليزية              |
| العملة                                                    | فرنك بوروندي                               | دولار أمريكي              |
| الناتج المحلي الإجمالي (بليون دولار)                      | 3.48 مليار                                 | 336.43 مليون              |
| الناتج المحلي الإجمالي (تعادل القوة الشرائية) بليون دولار | 8.13 مليار                                 | 365.27 مليون              |
| الناتج المحلي الإجمالي الاسمي للفرد دولار أمريكي          | 277                                        | 3.02 ألف                  |
| الناتج المحلي الإجمالي للفرد دولار أمريكي                 | 77                                         |                           |
| مؤشر التنمية البشرية                                      | 0.400                                      | 0.640                     |
| رمز المكالمات الدولي                                      | +257                                       | +691                      |
| رمز الإنترنت                                              | .bi                                        | .fm                       |
| المنطقة الزمنية                                           | ت ع م+02:00                                |                           |

## منظمات دولية مشتركة
يشترك البلدان في عضوية مجموعة من المنظمات الدولية، منها:
| علم المنظمة | اسم المنظمة                                 | تاريخ انضمام بوروندي | تاريخ انضمام ولايات ميكرونيسيا المتحدة |
| ----------- | ------------------------------------------- | -------------------- | -------------------------------------- |
|             | مؤسسة التنمية الدولية                       | 28 سبتمبر 1963       | 24 يونيو 1993                          |
|             | يونسكو                                      | 16 نوفمبر 1962       | 19 أكتوبر 1999                         |
|             | وكالة ضمان الاستثمار متعدد الأطراف          | 10 مارس 1998         | 11 أغسطس 1993                          |
|             | الأمم المتحدة                               | 18 سبتمبر 1962       | 17 سبتمبر 1991                         |
|             | مجموعة دول أفريقيا والكاريبي والمحيط الهادئ | ?                    | ?                                      |
|             | البنك الدولي للإنشاء والتعمير               | 28 سبتمبر 1963       | 24 يونيو 1993                          |
|             | الاتحاد الدولي للاتصالات                    | 16 فبراير 1963       | 18 مارس 1993                           |
|             | منظمة حظر الأسلحة الكيميائية                | ?                    | ?                                      |
|             | مؤسسة التمويل الدولية                       | 28 نوفمبر 1979       | 24 يونيو 1993                          |
|             | المركز الدولي لتسوية المنازعات الاستشارية   | 5 ديسمبر 1969        | 24 يوليو 1993                          |